# Буссалья, Элиз
Элиз Буссалья (фр. Élise Bussaglia; род. 24 сентября 1985, Седан) — французская футболистка, полузащитник. Лучшая футболистка Франции по итогам сезона 2010/11.

## Карьера
Начала карьеру в командах «Олимпик» из Сен-Мемми и академии в Клэрфонтене. В 2004 году начала выступления за «Жювизи». После нескольких успешных сезонов в составе команды перешла в «Монпелье». В составе команды выиграла Кубок Франции 2008/09.
В 2009 году перешла в «Пари Сен-Жермен». В составе парижской команды выступала до 2012 года. В сезоне 2010/11 признана лучшей футболисткой национального чемпионата.
С 2012 по 2017 год играла за «Лион» и «Вольфсбург».
С 2017 по 2019 года выступала за испанский клуб «Барселона».

## Сборная
В составе сборной Франции возрастной категории до 19 лет стала чемпионкой Европы в 2003 году.
В составе взрослой сборной Франции дебютировала 13 ноября 2005 года в матче с Польшей.

## Достижения
«Жювизи»
- Чемпионка Франции: 2005/06
- Обладательница Кубка Франции: 2004/05

«Монпелье»
- Обладательница Кубка Франции: 2008/09

«Пари Сен-Жермен»
- Обладательница Кубка Франции: 2009/10

«Лион»
- Чемпионка Франции: 2012/13, 2013/14, 2014/15
- Обладательница Кубка Франции: 2012/13, 2013/14, 2014/15

«Вольфсбург»
- Чемпионка Германии: 2016/17
- Обладательница Кубка Германии: 2015/16, 2016/17